# Labour of Love
Labour of Love är ett musikalbum av UB40 lanserat 1983 på skivbolaget DEP International. Albumet som uteslutande består av coverversioner av äldre reggaekompositioner blev en mycket stor framgång, främst tack vare gruppens inspelning av Neil Diamonds låt "Red Red Wine" som blev en internationell hit. Även "Cherry Oh Baby", "Many Rivers to Cross", och "Please Don't Make Me Cry" släpptes som singlar och blev alla framgångsrika i Storbritannien.

## Låtlista
1. "Cherry Oh Baby"
2. "Keep on Moving"
3. "Please Don't Make Me Cry"
4. "Sweet Sensation"
5. "Johnny Too Bad"
6. "Red Red Wine"
7. "Guilty"
8. "She Caught the Train"
9. "Version Girl"
10. "Many Rivers to Cross"

## Listplaceringar
- Billboard 200, USA: #8
- UK Albums Chart, Storbritannien: #1[1]
- Nederländerna: #1[2]